# Gwyn Staley 160 1959
Gwyn Staley 160 1959, även Gwyn Staley memorial 160, var ett stockcarlopp ingående i  Nascar Grand National Series (nuvarande Nascar Cup Series) som kördes 5 april 1959 på den 0,625 mile (1,005 km) långa ovalbanan North Wilkesboro Speedway i North Wilkesboro, North Carolina. Totalt avverkades 100 miles (160,934 km) fördelat på 160 varv. Banunderlaget var asfalt. Loppet vanns av Lee Petty i en Oldsmobile på tiden 1:23.21 körande för Petty Enterprises. Prispotten uppgick till 3 835 dollar, varav 800 dollar gick till segraren. Det var ursprungligen planerat att köras den 15 mars men på grund av regn flyttades loppet till 5 april. Loppet är uppkallat efter stockcarföraren Gwyn Staley som förolyckades på Atlantic Rural Fairgrounds (nuvarande Richmond Raceway) 23 mars 1958 i ett lopp ingående i Nascar Convertible Division.

## Resultat
| Plc     | Nr | Förare          | Team/ bilägare       | Konstruktör | Start | Varv | Ledda varv |
| ------- | -- | --------------- | -------------------- | ----------- | ----- | ---- | ---------- |
| 1       | 43 | Lee Petty       | Petty Enterprises    | Oldsmobile  | 4     | 160  | 53         |
| 2       | 47 | Jack Smith      | Jack Smith           | Chevrolet   | 8     | 160  | 0          |
| 3       | 6  | Cotton Owens    | W.H. Watson          | Pontiac     | 7     | 159  | 0          |
| 4       | 5  | Tiny Lund       | Tiny Lund            | Chevrolet   | 9     | 159  | 0          |
| 5       | 17 | Fred Harb       | Fred Harb            | Mercury     | 10    | 154  | 0          |
| 6       | 19 | Herman Beam     | Herman Beam          | Chevrolet   | 17    | 147  | 0          |
| 7       | 74 | L.D. Austin     | L.D. Austin          | Chevrolet   | 20    | 147  | 0          |
| 8       | 33 | George Green    | Jess Potter          | Chevrolet   | 18    | 145  | 0          |
| 9       | 99 | Shorty Rollins  | Shorty Rollins       | Ford        | 3     | 143  | 0          |
| 10      | 81 | Harvey Hege     | Harvey Hege          | Ford        | 15    | 142  | 0          |
| 11      | 59 | Curtis Turner   | Carl Rupert          | Ford        | 6     | 141  | 19         |
| 12      | 45 | Bobby Waddell   | Bobby Waddell        | Pontiac     | 12    | 136  | 0          |
| 13      | 3  | Don Angel       | Don Angel            | Ford        | 19    | 131  | 0          |
| 14      | 27 | Jimmy Pardue    | Jimmy Pardue         | Plymouth    | 14    | 124  | 0          |
| 15      | 44 | G.C. Spencer    | G.C. Spencer         | Chevrolet   | 23    | 121  | 0          |
| 16      | 40 | Paul Walton     | Paul Walton          | Chevrolet   | 13    | 112  | 0          |
| 17      | 1  | Speedy Thompson | Steve Pierce         | Chevrolet   | 1     | 88   | 88         |
| 18      | 64 | Shep Langdon    | Shep Langdon         | Ford        | 22    | 87   | 0          |
| 19      | 8  | Whitey Norman   | Whitey Norman        | Chevrolet   | 21    | 60   | 0          |
| 20      | 21 | Glen Wood       | Wood Brothers Racing | Ford        | 2     | 35   | 0          |
| 21      | 88 | Buck Baker      | Buck Baker           | Chevrolet   | 16    | 23   | 0          |
| 22      | 11 | Junior Johnson  | Paul Spaulding       | Ford        | 5     | 19   | 0          |
| 23      | 2  | Jimmy Thompson  | Bruce Thompson       | Chevrolet   | 11    | 11   | 0          |
| Källor: |    |                 |                      |             |       |      |            |